# Elena Asachi
Elena Asachi (* 30. Oktober 1789 in Wien; † Mai 1877 in Iași) war eine moldauisch-rumänische Pianistin, Sängerin und Komponistin österreichischer Herkunft.

## Leben
Elena Asachi war die Tochter des österreichischen Komponisten Anton Teyber und Nichte des Komponisten, Organisten und Kapellmeisters Franz Teyber. Ihren Musikunterricht erhielt sie von ihrem Vater, der seit 1787 1. Hoforganist an der Dresdner Hofkapelle war. Später studierte sie in Wien bei Domenico Donzelli. Nach dem Tod ihres ersten Mannes, des Kaufmanns Kiriako Melirato, lernte sie den moldauisch-rumänischen Schriftsteller, Maler, Historiker und Übersetzer Gheorghe Asachi (1788–1869) kennen, mit dem sie nach der Heirat Mitte der 1820er-Jahre nach Iași, der Hauptstadt des damaligen Fürstentums Moldau, zog und der auch ihre drei Kinder aus der Ehe mit Kiriako, die Tochter Hermiona und die Söhne Alexandru und Dimitrie, adoptierte. Mit Asachi verwirklichte sie gemeinsame Konzert- und Bühnenprojekte, vor allem machten sie sich um die Errichtung des ersten Musikinstituts in Moldau, dem Konservatorium in Iași, verdient, wo Elena Asachi bis 1863 eine Professur als Komponistin und Pianistin innehatte. 

## Werke (Auswahl)

### Bühne
- Fete pastoral des bergers moldaves. Pastoral-Vaudeville (1834)
- Contrabantul Smuggler (Der Schmuggler). Komödien-Vaudeville (1837)
- Ţiganii (Die Zigeuner). Vaudeville mit Liedern (1856)

### Lieder
- Moldauische Balladen nach Gedichten von Gheorghe Asachi (1834)
- Sie starb, sagst Du nach Gedichten von Gheorghe Asachi in Übersetzungen von Elena Asachi (1837)
- Intre vaile nach Worten von Gheorghe Asachi (1862)
- Taranul nach Worten von Gheorghe Asachi (1862)